# 11:11 (Rodrigo y Gabriela)
11:11 è il terzo album in studio del duo di chitarristi messicani Rodrigo y Gabriela, pubblicato nel 2009.

## Tracce
1. Hanuman – 3:43
2. Buster Voodoo – 4:24
3. Triveni – 3:55
4. Logos – 2:50
5. Santo Domingo – 4:02
6. Master Maqui (feat. Strunz & Farah) – 5:05
7. Savitri – 3:46
8. Hora Zero – 5:24
9. Chac Mool – 1:51
10. Atman (feat. Alex Skolnick) – 5:50
11. 11:11 – 4:49

## Dediche
Ogni traccia è dedicata ad un artista o a un gruppo che ha ispirato il duo nella composizione e in generale nella loro attività di musicisti:
1. Hanuman – Carlos Santana
2. Buster Voodoo – Jimi Hendrix
3. Triveni – Le Trio Joubran
4. Logos – Al Di Meola
5. Santo Domingo – Michel Camilo
6. Master Maqui – Paco de Lucía
7. Savitri – Shakti
8. Hora Zero – Ástor Piazzolla
9. Chac Mool – 1:51 – Jorge Reyes
10. Atman – Dimebag Darrell
11. 11:11 – Pink Floyd